# 堀田正穀
堀田 正穀（ほった まさざね、宝暦12年（1762年）- 文政2年閏4月25日（1819年6月17日））は、近江宮川藩の第5代藩主。堀田家宗家7代。

## 経歴
第4代藩主・堀田正邦の長男。母は八巻氏。正室は今治藩嫡子・松平定温の娘。側室に亀井氏。子に正民（長男）、浅野道博（次男）、太田資始（三男）、娘（本多助信正室）、娘（曽根某室）、娘（神保某室）、娘（酒井某室）、娘（高木某室）、娘（大岡某室）。官位は従五位下、豊前守。幼名は門次郎。
安永元年（1772年）7月25日、父正邦の死去により家督を継ぐ。安永7年（1778年）9月19日、将軍徳川家治に拝謁する。安永8年12月16日（1780年1月22日）、従五位下・豊前守に叙任する。天明6年（1786年）1月11日、大番頭に就任する。寛政9年（1797年）2月15日、奏者番に就任した。同年11月1日、寺社奉行を兼任する。
文化3年（1806年）5月3日、寺社奉行を辞職する。文化11年（1814年）6月24日、帝鑑間詰めを命じられる。文化12年（1815年）2月6日、長男の正民に家督を譲って隠居し、文政2年（1819年）に58歳で死去した。墓所は東京都台東区浅草の金蔵寺。

## 系譜
父母
- 堀田正邦（父）
- 八巻氏 ー 側室（母）

正室
- 加禰 ー 松平定温の娘

側室
- 亀井氏

子女
- 堀田正民（長男）生母は亀井氏（側室）
- 浅野道博（次男）生母は正室
- 太田資始（三男）生母は正室
- 本多助信正室、生母は正室
- 曽根某室
- 神保某室、生母は正室
- 酒井某室
- 高木某室
- 大岡某室